# Vrachonisída Strongyló (ö i Grekland, Sydegeiska öarna, Nomós Dodekanísou, lat 37,37, long 26,72)
Vrachonisída Strongyló är en ö i Grekland.   Den ligger i prefekturen Nomós Dodekanísou och regionen Sydegeiska öarna, i den östra delen av landet, 270 km öster om huvudstaden Aten. Arean är 0,22 kvadratkilometer.
Terrängen på Vrachonisída Strongyló är lite kuperad. Öns högsta punkt är 68 meter över havet. Den sträcker sig 0,7 kilometer i nord-sydlig riktning, och 0,4 kilometer i öst-västlig riktning.